# 지원 전투기
지원 전투기는 항공 자위대에 있어서의 전투기의 종별. 외국의 공격기·전투폭격기에 해당한다.
임무는 대함 공격, 대지 공격, 근접 항공 지원과 폭넓게, 상황에 따라 항공 위협의 대처에도 사용된다. 「공격」이라는 말을 피하기 위해, 지상 부대나 함대를 하늘로부터 「지원」한다고 해서 명명된 항공 자위대 독자적인 호칭(이른바 자위대 용어). 1977년부터 사용되고 있었지만, 2005년부터 요격기와 통합되어(다용도) 전투기가 되어 소멸했다.
영어로는 「Support Fighter」등으로 번역된다.